# Academia Brasileña de Letras
La Academia Brasileña de Letras (ABL) (Academia Brasileira de Letras en portugués) es una sociedad literaria brasileña sin fines de lucro, fundada en Río de Janeiro a finales del siglo XIX por un grupo de 40 escritores y poetas inspirados por la Academia Francesa. La Academia Brasileña de Letras es el máximo órgano lingüístico y literario de Brasil. 
El primer presidente, Machado de Assis, declaró su fundación el 15 de diciembre de 1896. La academia se estableció el 20 de julio de ese mismo año. La Academia Brasileña de Letras es según sus estatutos la autoridad en cuanto al "lenguaje nacional" de Brasil (el portugués). Hasta el día de hoy está compuesta por 40 miembros, conocidos como "Inmortales" (imortais), elegidos entre ciudadanos brasileños que han publicado trabajos o libros de reconocido valor literario. La posición de "Inmortal" es otorgada de por vida. Los nuevos miembros son admitidos mediante voto de los miembros de la Academia cuando una de las "sillas" queda vacante. Las sillas están numeradas y llevan el nombre de los primeros inmortales.

## Historia
La institución se remonta a finales del siglo XIX, cuando escritores e intelectuales brasileños quisieron crear una academia nacional, semejante a la Academia Francesa.  La iniciativa fue tomada por Lucio de Mendonça y concretada en reuniones preparatorias que se iniciaron el 15 de diciembre de 1896, bajo la presidencia de Machado de Assis (electo por aclamación) en la redacción de la Revista Brasileira.  
En esas reuniones se fueron aprobados los Estatutos de la Academia Brasileña de Letras, el 28 de enero de 1897, componiéndose su cuadro de cuarenta miembros fundadores.  El 20 de junio de ese año se realizó la Sesión Inaugural, en las instalaciones del Pedagogium, edificio ubicado frente al Paseo Público en el centro de Río de Janeiro.
Sin poseer sede propia ni recursos financieros, las reuniones de la Academia fueron realizadas en las dependencias del antiguo Ginásio Nacional, en el Salón Noble del Ministerio del Interior, en el salón del Real Gabinete Portugués de Lectura, sobre todo para sesiones solemnes.  Las sesiones comunes se realizaban en la oficina de abogacía del Primer Secretario, Rodrigo Octavio, en la calle da Quitanda 47.  A partir de 1947 la Academia obtuvo el ala izquierda del Silogeu Brasileiro, un edificio gubernamental que albargaba otras instituciones culturales y donde se mantuvo hasta obtener su sede propia.

## ElPetit Trianon
En 1923, gracias a la iniciativa del presidente, Afrânio Peixoto, y del entonces embajador de Francia en Brasil Raymond Conty, el gobierno francés donó a la Academia el edificio del Pabellón francés, construido para la Exposición del Centenario de la Independencia de Brasil, que era una réplica del Petit Trianon de Versalles, diseñado por el arquitecto Ange-Jacques Gabriel, entre 1762 y 1768.
Estas instalaciones se encuentran a cargo del Instituto Estatal de Patrimonio Cultural (INEPAC), dependiente de la Secretaria Estatal de Cultural desde el 9 de noviembre de 1987. Sus salones acogen hasta el día de hoy las reuniones regulares, las sesiones solemnes conmemorativas, las de posesión de los nuevos académicos así como el tradicional té de los jueves. Las instalaciones pueden ser visitadas por el público en visitas guiadas o durante los programas culturales que se desarrollan en el sitio, como pueden ser los conciertos de música de cámara, las presentaciones de libros autoría de los miembros, los ciclos de conferencias o las funciones de teatro, entre otras actividades. 
En la primera planta de edificio, en el zaguán, destaca el suelo de mármol decorado, una araña de cristal francés, un gran florero blanco de porcelana de Sèvres y cuatro bajorrelieves en piedra de escenas inglesas. Entre las demás dependencias sobresalen:
- El Salón Noble (Salão Nobre), donde se realizan las sesiones solemnes;
- El Salón Francés (Salão Francês), donde los nuevos miembros, tradicionalmente, permanecen solos, en reflexión;
- La Sala Francisco Alves, de la que destaca una pintura al óleo de Rodolfo de Amoedo, en la que se retrata a un grupo de escritores e intelectuales del siglo XIX.
- La Sala de los Fundadores (Sala dos Fundadores), decorada con mobiliario de la época y pinturas de Cândido Portinari;
- La Sala Machado de Assis, decorada con una escribanía, libros y objetos personales del escritor. Resalta un retrato de Machado pintado por Henrique Bernardelli;
- La Sala de los Poetas Románticos (Sala dos Poetas Românticos), decorada con bustos en bronce de Castro Alves, Fagundes Varela, Gonçalves Dias, Casimiro de Abreu y Álvares de Azevedo, obra de Rodolfo Bernardelli.

En el segundo piso se encuentran, la Sala del Té (Sala de Chá), donde los académicos se reúnen los jueves antes de la sesión plenaria, la Sala de Sesiones (Sala de Sessões) y la biblioteca. Esta última sirve a académicos e investigadores y en ella destaca la colección de Manuel Bandeira.

### ElEspacio Machado de Assis
En el segundo piso del Centro Cultural de la Academia Brasileña de Letras se encuentra el Espacio Machado de Assis (Espaço Machado de Assis) que acoge el centro de información y referencia sobre la obra de Machado de Assis, además de una galería de exposiciones y una sala de proyección donde se puede disfrutar de películas y vídeos sobre el universo machadiano.

## Galería de los Inmortales
- Machado de Assis
- Jorge Amado
- José Guilherme Merquior
- Tobias Barreto de Meneses